# Дун-ваньфэй
Дун-ваньфэй — госпожа Дун, родовое имя Дун Ю (кит. 董友), посмертное имя Чао У-Ваньфэй (潮武王妃), супруга правителя Формозского королевства Коксинга и мать Чжэн Цзина.

## Биография
Дун Ю родилась 17 октября 1623 года в уезде Цзиньцзян провинции Фуцзянь в семье чиновника. В 1642 году вступила в брак с Чжэн Чэнгуном. После того, как тот в 1661 году завоевал Тайвань, Дун стала фактически супругой правителя. В 1662 году Чжэн узнал о связи своего старшего сына Чжэн Цзина с кормилицей своего младшего сына, что по нормам конфуцианской морали считалось инцестом, он приказал казнить не только кормилицу и её детей от сына, но и жену — за то, что плохо воспитывала сына. Подчинённые Чжэна казнили девушку и её детей, но отказались поднять руку на госпожу Дун. Вскоре Чжэн Чэнгун скончался. Его вдова продолжала играть значительную роль в управлении Тайванем при своём сыне Чжэн Цзине; видное место в политике также и её брат Дун Шэнь (умер около 1667 года).
После кончины своего сына Чжэн Цзина госпожа Дун приказала задушить несовершеннолетнего Чжэн Кэцзана, — сына Чжэн Цзина. Придворным удалось убедить госпожу Дун, что Кэцзан не был её внуком — якобы на него подменили в детстве дочь одной из наложниц Чжэн Цзина. Правителем стал Чжэн Кэшуан. Через несколько месяцев госпожа Дун скончалась от болезни.

## В культуре
Госпожа Дун является одним из второстепенных персонажей в популярном историческом романе Цзинь Юна (Луи Ча) «Олень и котёл» («Записки об олене и треножнике»).

## Семья
Дата и место рождения: 17 октября 1623 года, Цзиньцзян (Цюаньчжоу), Империя Мин
Дата и место смерти: 30 июля 1681 г., Тайнань, Дуннин
Супруг: Чжэн Чэнгун (в браке с 1641 г. до 1662 г.)
Дети: Чжэн Цзин
Внуки: Чжэн Кэшуан, Чжэн Кэцзан, Чжэн Кэсюэ